# Air Botswana

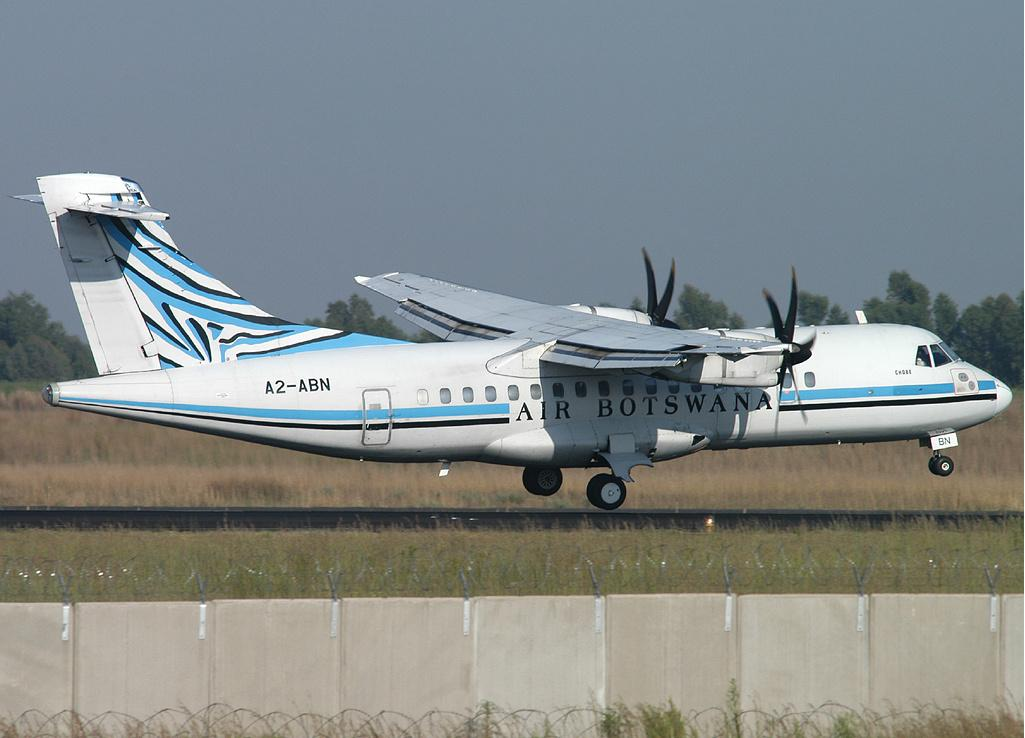
Máy bay ATR42 của Air Botswana.

Air Botswana (mã IATA = BP, mã ICAO = BOT) là hãng hàng không quốc gia của Botswana, trụ sở ở Gaborone. Hãng có căn cứ chính ở Sân bay quốc tế Sir Seretse Khama và có các tuyến bay quốc nội cùng vài tuyến quốc tế trong vùng. Ngoài ra hãng cũng đảm nhận các chuyến bay thuê bao.

## Lịch sử
Air Botswana được thành lập và bắt đầu hoạt động từ tháng 4 năm 1972 để kế tục hãng "Botswana Airways" - Chính Botswana Airways cũng thay thế hãng Botswana National Airways từ năm 1969 - Tháng 4/1988 chính phủ Botswana nắm quyền sở hữu Air Botswana và có dự định tư nhân hóa hãng này từng phần trong năm 2004, nhưng chưa thực hiện được. Hiện hãng có 314 nhân viên (tháng 3/2007)

## Các nơi đến
(Tháng 6/2008):
- Botswana

- Francistown
- Gaborone
- Kasane
- Maun

- Nam Phi

- Johannesburg

- Zimbabwe

- Harare

## Đội máy bay
- 3 ATR 42-500
- 2 BAe 146-100

## Máy bay ngưng hoạt động
- 1 Raytheon Beech 1900D[3]

## Tai nạn
Ngày 11.10.1999 viên phi công Chris Phatswe của Air Botswana đã tự ý lên 1 máy bay ATR42 (số đuôi A2-ABB) của hãng đang đậu ở Sân bay quốc tế Sir Seretse Khama vào lúc sáng sớm và bay lên không trung. Anh ta dùng vô tuyến đòi nói chuyện với tổng thống Festus Mogae, tổng giám đốc Air Botswana, đồn cảnh sát trung tâm Gaborone và với cô bạn gái. Vì tổng thống đi vắng, anh ta được phép nói chuyện với phó tổng thống Seretse Ian Khama. Dù đã cố gắng thuyết phục anh ta đáp xuống đất để bàn bạc về các khiếu nại của anh ta, nhưng anh ta quả quyết là sẽ tự tử. Sau khi bay lòng vòng khoảng 2 giờ, anh ta đã lao máy bay xuống chỗ 2 máy bay ATR42 khác của hãng đang đậu ở sân bay và đã bị chết. Rất may là không có ai (ngoài anh ta) bị thiệt mạng,